# Oleksandr Muraško

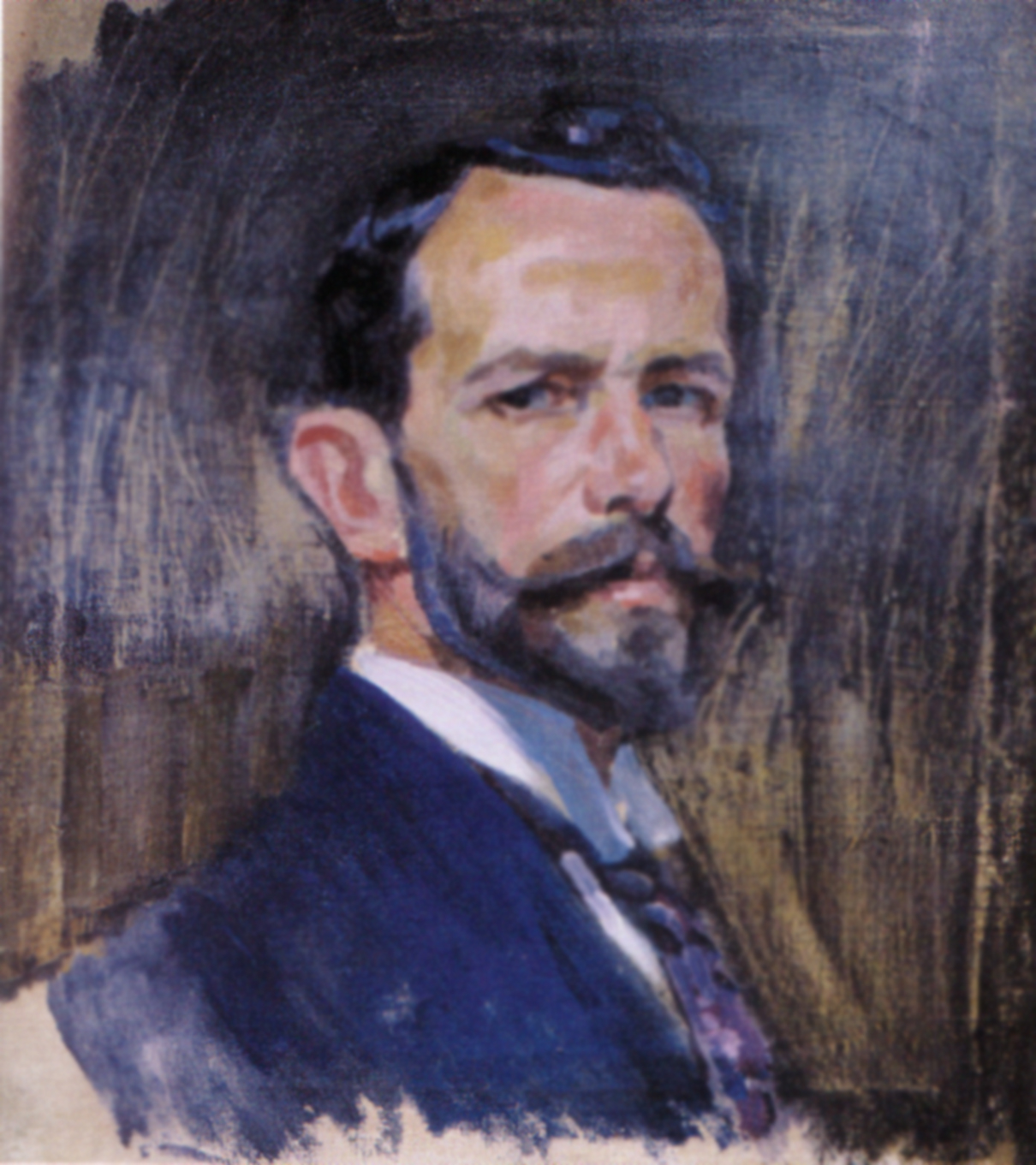
Autoritratto di Muraško

Oleksandr Oleksandrovyč Muraško (in ucraino Олександр Олександрович Мурашко?; Kiev, 26 agosto o 7 settembre 1875 – Kiev, 14 giugno 1919) è stato un pittore ucraino.

## Biografia
Trascorse la sua prima infanzia, fino a sette anni, a Borzna, una città dell'oblast' di Černihiv, dalla nonna, una semplice contadina. Sua madre, Maria Ivanovna Krachkovska, visse con il suo patrigno, Aleksandr Ivanovič Muraško, un intagliatore e maestro dell'iconostasi: ebbe un laboratorio di pittura di icone e lavorò all'interno della cattedrale di Cattedrale di San Vladimiro di Kiev.

Nel 1894, su consiglio di diversi artisti di spicco, entrò all'Accademia Imperiale delle Arti di San Pietroburgo. Frequentò l'istituto sino al 1900. Nel 1896 divenne uno studente di Il'ja Efimovič Repin; e venne raffigurato da Yelena Makovskaya-Luksch nel ritratto di gruppo Gli studenti di Repin. Nel 1901 viaggiò all'estero, visitando la Germania, dove studiò con Anton Ažbe a Monaco di Baviera in Germania e fu influenzato dalla Secessione viennese L'anno successivo si trasferì in Italia e poi in Francia. Dal 1902 al 1904 lavorò a Parigi), dove fu fortemente influenzato a livello artistico.
Divenne artista di successo: fu definito "il più importante artista ucraino della fine del secolo". Il suo dipinto Carousel vinse la medaglia d'oro all'Esposizione di Monaco nel 1909 e espose a Venezia, Roma, Amsterdam, Berlino, Colonia e Düsseldorf.
Dal 1909 al 1912 Muraško insegnò alla Scuola d'Arte di Kiev (in ucraino Київське художнє училище?). Nel 1913 aprì il suo studio, dove si formarono molti giovani artisti ebrei, tra cui Mark Epstein. Ebbe una grande influenza su Kazimir Severinovič Malevič.
Fu un patriota ucraino ed aderì al movimento "Young Muse" che fu avviato nel 1906 dai modernisti che attinsero agli sviluppi altrove in Europa per rendere l'arte ucraina più progressista. Fondò l'Associazione degli artisti di Kiev nel 1916 e l'anno successivo co-fondò l'Accademia statale ucraina delle arti.
Nel 1909 sposò Marguerite Kruger, figlia di un notaio. Nel 1910, dopo la morte di suo padre, acquistò una piccola casa nel sobborgo di Kiev di Lukyanivka.
Il 14 giugno 1919 fu portato via da casa, apparentemente da una banda di strada, e colpito con un'arma da fuoco alle spalle.
Il suo funerale fu molto frequentato. Venne sepolto nel cimitero di Lukyanovsky.